# Amphicarpa
Amphicarpa is een monotypisch geslacht van zakpijpen (Ascidiacea) uit de familie Styelidae en de orde Stolidobranchia.

## Soorten
- Amphicarpa duploplicata (Sluiter, 1913)

Niet geaccepteerde soorten:
- Amphicarpa agnata (Kott, 1985) → Stolonica agnata Kott, 1985
- Amphicarpa diptycha (Hartmeyer, 1919) → Stolonica diptycha (Hartmeyer, 1919)
- Amphicarpa elongata Kott, 1952 → Stolonica reducta (Sluiter, 1904)
- Amphicarpa inhacae (Millar, 1956) → Stolonica inhacae (Millar, 1956)
- Amphicarpa laboutei Monniot C., 1988 → Stolonica laboutei (Monniot C., 1988)
- Amphicarpa meridiana Kott, 1985 → Stolonica australis Michaelsen, 1927
- Amphicarpa michaelseni Brewin, 1956 → Stolonica michaelseni (Brewin, 1956)
- Amphicarpa nodula Kott, 1985 → Stolonica nodula (Kott, 1985)
- Amphicarpa paucigonas Monniot C. & Monniot F., 1984 → Stolonica paucigonas (Monniot C. & Monniot F., 1984)
- Amphicarpa prolifera (Sluiter, 1905) → Stolonica prolifera Sluiter, 1905
- Amphicarpa schauinslandi Michaelsen, 1922 → Stolonica schauinslandi (Michaelsen, 1922)